# Kyselina 2,4-dichlorfenoxyoctová
Kyselina dichlorfenoxyoctová (2,4-D) je chlororganický selektivní herbicid a syntetický auxin. Je jedním z nejužívanějších herbicidů na světě. Užívá se zejména jako herbicid na polích s obilovinami, ale též v trávnících. Zásadní vlastností je jeho druhová selektivita, to znamená, že v aplikovaných koncentracích hubí především dvouděložné rostliny (tj. veškeré dvouděložné plevely), zatímco jednoděložné rostliny nechává zcela či téměř zcela bez poškození. Proslul však také jako jedna ze složek defoliantu Agent Orange, který byl masově nasazen americkou armádou během války ve Vietnamu.
V České republice činila jeho spotřeba v roce 2001 zhruba 89 tun[zdroj⁠?!], přičemž více než 80 % spotřeby připadalo na ochranu kukuřice. Jeho výrobci jsou např. firmy BASF, Bayer nebo Dow Chemical. Je považován za endokrinní disruptor. Má negativní vliv na lidský mozek.